# Биелиме
Би́елиме (также Бие́лиме, Биэлимэ) — река в Якутии (Россия), правый приток Амги, принадлежит к бассейну реки Лены. Протекает по территории Амгинского улуса Якутии. Длина — 133 км, площадь водосборного бассейна составляет 2400 км².
Берёт начало на стыке Приленского плато и Алданского нагорья, почти на границе с Алданским районом, на высоте более 300 метров над уровнем моря. Течёт преимущественно в северном и северо-восточном направлении, по холмистой тайге с преобладанием сосны и лиственницы. Впадает в Амгу справа в 550 км от её впадения в Алдан, выше села Оннёс, на высоте менее 150 м над уровнем моря. Ширина в нижнем течении не превышает 20 м при глубине 1 м. Замерзает с середины октября до второй половины мая.

## Основные притоки
Указаны поименованные притоки длиной 20 км и более.
| Название        | Расстояние от устья | Длина | Положение |
| --------------- | ------------------- | ----- | --------- |
| Эрекятте        | 80                  | 27    | левый     |
| Балаганнаах-Чёл | 101                 | 21    | левый     |
| Сыа-Юрях        | 118                 | 20    | левый     |

## Данные водного реестра
По данным государственного водного реестра России и геоинформационной системы водохозяйственного районирования территории РФ, подготовленной Федеральным агентством водных ресурсов:
- Бассейновый округ — Ленский
- Речной бассейн — Лена
- Речной подбассейн — Алдан
- Водохозяйственный участок — Амга
- Код водного объекта — 18030600812117300049631[5].